# 히로시마만

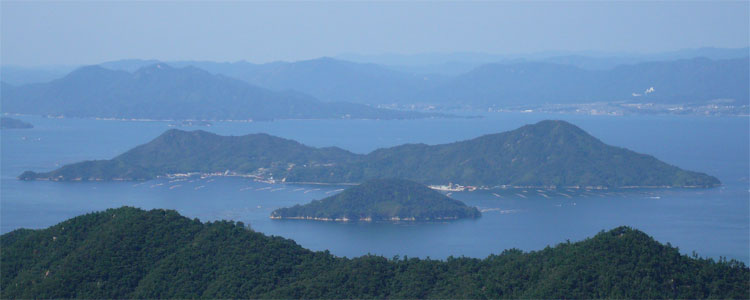
히로시마만과 니노시마섬

히로시마만(広島湾 히로시마완[*])은 일본 히로시마현 남쪽 해안에 위치하는 만이다. 세토 내해에 위치하고 작은 섬이 많고 일부가 리아스식 해안에 해당한다.